# Goheung-gun
Goheung (hangul: 고흥군, hanja: 高興郡) är en landskommun (gun)  i den sydkoreanska provinsen Södra Jeolla. Vid slutet av 2019 hade den 65 972 invånare. Större delen av kommunen ligger på en halvö som i norr gränsar till Boseong-gun. Dessutom finns 230 öar i kommunen, varav 23 är bebodda med totalt 9 873 invånare.
Den är indelad i två köpingar (eup) och fjorton socknar (myeon):
Bongnae-myeon,
Daeseo-myeon,
Dodeok-myeon,
Dohwa-myeon,
Donggang-myeon,
Dongil-myeon,
Doyang-eup,
Duwon-myeon,
Geumsan-myeon,
Goheung-eup,
Gwayeok-myeon,
Jeomam-myeon,
Namyang-myeon,
Podu-myeon,
Pungyang-myeon och
Yeongnam-myeon.